# برج ستاينواي
برج ستاينواي هي ناطحة سحاب سكنية تقع في نيويورك. يبلغ ارتفاعه 1428 قدمًا وعرضه 60 قدمًا فقط ، وهو نحيف و طويل جدًا لدرجة انه يعتبر أطول برج نحيف.
تم افتتاح أضيق ناطحة سحاب في العالم في مدينة نيويورك، وهي نحيفة جدًا لدرجة أن صحيفة الغارديان أطلقت عليها اسم "محراك القهوة". مع نسبة ارتفاع إلى عرض تبلغ 24:1، تمايل برج ستاينواي، الواقع في 111 غرب شارع 57، في طريقه إلى أفق مانهاتن.  وكما كتبت ليديا أرمسترونج من CNN، فإن مبنى BillionairesRow المكون من 84 طابقًا يطل على سنترال بارك وقد قدم بالفعل بيانًا معماريًا "قويًا".
على الرغم من ان ارتفاع المبنى يزيد عن ربع ميل، إلا أن عرض المبنى يبلغ 60 قدمًا فقط، وهو نفس قياس طول صالة البولينج القياسية، وفقًا لصحيفة  الغارديان
بدأ بناء البرج في 2015  وكان من المخطط الأنتهاء منها في 2021.
عام 2015 بأبعاد مماثلة ومشاكل التأرجح الخاصة به. على الرغم من شعبيته عند افتتاحه، حيث يضم مشاهير مثل جينيفر لوبيز كمقيمين فيه، فقد ظهر المبنى مؤخرًا في الأخبار بفضل المستأجرين الذين سئموا من مراوغاته. في سبتمبر 2021، رفع مجلس إدارة الشقة دعوى قضائية ضد مطوري البرج، مدعيًا أنهم فشلوا في "تصميم وبناء المبنى بشكل صحيح لارتفاعه الملحوظ"، مما تسبب في "ضوضاء واهتزازات مروعة ومزعجة" في المنازل باهظة الثمن.